# Gaspar José Vázquez Tablada

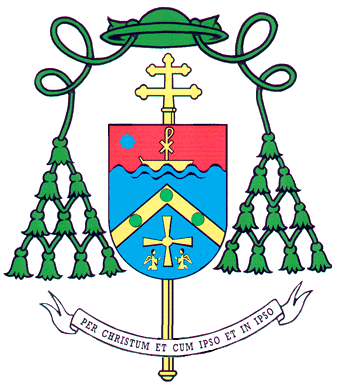
Escut del Bisbat d'Oviedo

Gaspar José Vázquez Tablada (El Hito, 6 de gener de 1688 - Toro (Zamora), 29 de desembre de 1749) va ser un eclesiàstic i bisbe d'Oviedo.
Els seus pares van ser Domingo Vázquez Tablada i Josepha Blanco. Gaspar va passar els seus primers anys en la vila de Montalbo, i va estudiar Gramàtica a Villarejo de Fuentes. Després va anar a la Universitat d'Alcalà d'Henares on va aprendre filosofia, i es va graduar en dret civil i canònic. Quan portava nou anys va rebre la llicenciatura de Lleis i Cànons. Després va ser becat i va ser triat com a rector del Col·legi de Sant Ildefons i de la Universitat d'Alcalà d'Henares.
En 1720, va ser nomenat canonge de l'església de San Justo y Pastor d'Alcalá de Henares. Posteriorment seria alcalde de hijosdalgo i Oïdor de la Chancilleria de Valladolid.
El 19 de juliol de 1745 va ser nomenat bisbe d'Oviedo i el 15 de setembre del mateix any, va marxar de Valladolid per prendre possessió del bisbat d'Oviedo. A l'any següent va entrar a formar part del Consell de Castella de Ferran VI en el qual va destacar com a bisbe.
A l'estiu de 1749, li van oferir ser bisbe de Plasència però ho va rebutjar "por esperar vacante mejor". Finalment, el 16 d'octubre del mateix any van nomenar-lo bisbe electe de Sigüenza.

## Gaspar Tablada i la persecuciò gitana[5]
Vázquez Tablada va contribuir a la persecució dels gitanos i de les gitanes participant en la Gran Batuda, on entre nou mil i dotze mil persones, dones i homes, ancianes i ancians, xiquetes i xiquets, perdrien la llibertat com demostració de la capacitat repressiva per l'Estat absolut. El 5 de juliol de 1747, degut al fracàs d'unes lleis contra l'ètnia gitana, va suggerir l'adopció de remedios extraordinarios. Uns remeis que donaven per descomptat que totes i tots el gitanos eren delinqüents. Així doncs, el dimecres 30 de juliol de 1749 es va fer la primera redada policial pel marquès de l'Ensenada amb l'ajuda de l'exèrcit.
No obstant això, la dificultat per portar a la pràctica aquesta persecució va reconduir la batuda, i el 28 d'octubre de 1749 van distingir entre "gitanos bons" i "gitanos roïns", aquesta distinció quedaria institucionalitzada en la Reial Instrucció.